# Bulbophyllum nematopodum
Bulbophyllum nematopodum é uma espécie de orquídea (família Orchidaceae) pertencente ao gênero Bulbophyllum. Foi descrita por Ferdinand von Mueller em 1872.